# Henrik 6. af England
Henrik 6. af England (6. december 1421 Windsor Castle – formentlig myrdet 22. maj 1471  i Tower of London var konge af England 1422-61 og 1470-1471, hvor han døde.

## Liv
Henrik 6. af England blev født den 6. december 1421 på Windsor Castle uden for London. Han var søn af Henrik 5. og Katherine af Valois. Hans far døde i 1422, og Henrik 6. blev konge et år gammel. Han blev kronet i Westminster Abbey den 6. november 1429, en måned før han fyldte otte. Han blev den 15.december 1431 kronet til konge af Frankrig. Han tog først magten, da han var blev myndig i 1437, samme år som hans mor døde.
Han afsluttede Hundredeårskrigen mellem England og Frankrig.